# Helena Petrovna Blavatsky

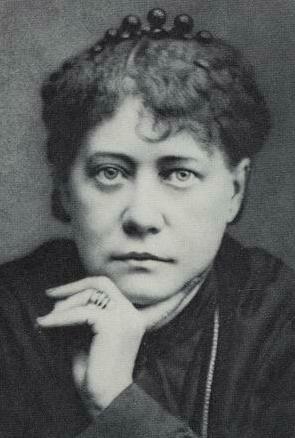
Helena Blavatsky (1877)

Helena Petrovna Blavatsky (gebürtig Helena Petrowna von Hahn-Rottenstein; nach erster Verehelichung russisch Елена Петровна Блаватская, Jelena Petrowna Blawatskaja, engl. Transkription Yelena Petrovna Blavatskaya; * 31. Julijul. / 12. August 1831greg. in Jekaterinoslaw, Neurussland, Russisches Kaiserreich; † 8. Mai 1891 in London) war eine russlanddeutsche Okkultistin. Ihre Hauptwerke Isis Unveiled (1877, deutsch: Isis entschleiert) und The Secret Doctrine (1888, deutsch: Die Geheimlehre) trugen maßgeblich zur Begründung der modernen oder anglo-indischen Theosophie bei und erlangten einen bedeutenden Einfluss auf weite Bereiche der modernen Esoterik. 1875 gründete Blavatsky mit Henry Steel Olcott die Theosophische Gesellschaft.

## Leben

### Kindheit und Jugend
Helena von Hahn wurde 1831 in Jekaterinoslaw (heute Dnipro, Ukraine) geboren. Ihr Vater Peter von Hahn war Offizier in der berittenen Artillerie und der Sohn des Generalleutnants Alexis Hahn von Rottenstein-Hahn; er entstammte einer mecklenburgischen Familie, die in russischen Diensten stand. Helenas Mutter Jelena Hahn (russifiziert Gan), geborene Fadejewa, war eine bekannte Romanautorin und die Tochter des Geheimen Rates Andrei Fadejew und einer Fürstin, der Prinzessin Jelena Dolgorukaja. Über diese Linie war sie die Cousine des russischen Staatsmannes und Reformers Sergei Juljewitsch Witte. Als Kind lebte Helena mit ihrer Mutter bei den Großeltern. Der Vater war als Mitglied der Kaiserlich Russischen Armee in ständig wechselnden Garnisonen im Kaukasus stationiert.
Als sie elf Jahre alt war, starb ihre Mutter nach der Geburt des zweiten Kindes, ihrer Schwester Vera, und Helena verbrachte den Rest ihrer Kindheit bei den Großeltern. Der Großvater war hoher Regierungsbeamter in den neu entstandenen Provinzen des russischen Reiches und wechselte mehrmals den Standort. Als Heranwachsende zeichnete sie, spielte Klavier und galt als ausgezeichnete Reiterin, die gerne halbwilde Pferde zuritt. Der Aussage ihrer Tante Nadeschda Fadejewa zufolge fühlte sie sich bereits in ihrer Kindheit, und auch später, von einer einfachen Lebensweise angezogen und zeigte sich dem Adel gegenüber betont gleichgültig. Zugleich habe ihr vor allem ihre Offenheit Schwierigkeiten verursacht, denn sie sagte ihrem Gegenüber direkt ins Gesicht, was sie von ihm hielt. Andererseits sei sie immer bereit gewesen, für einen Freund alles zu tun und Bedürftigen alles zu geben. Sie soll aufbrausend und rebellisch gewesen sein und fügte sich nur schwer in die Konventionen ihres gesellschaftlichen Standes.
Schon als Kind erregte sie als „Schreibmedium“ einiges Aufsehen. Bereits als Zwölfjährige verfasste sie automatisch schreibend umfangreiche Manuskripte, die ihr von einer verstorbenen Deutschrussin medial übermittelt worden seien und mit deren Bildern und Briefen sie als Fünfjährige gespielt hatte. Nach einigen Jahren fand man jedoch heraus, dass die Frau noch lebte. Helenas Interesse für Esoterik wurde durch die umfangreiche Bibliothek ihres Urgroßvaters, eines Freimaurers mit rosenkreuzerischer Ausrichtung, geweckt, die sie ausgiebig studierte. Man schrieb ihr eine hohe „Sensitivität“ zu, da sie in ihrer Umgebung ständig Spukgestalten wahrnahm. Von ihrer Familie wurde sie deshalb wegen Somnambulismus mehrfach einem Exorzismus unterzogen.

### Ehen
Mit 17 Jahren heiratete Helena 1848 in Tiflis den sehr viel älteren General und Staatsrat Nikifor Blawatzki (auch: Blavatsky, eigentlich Blavacki), Vizegouverneur des russischen Kaukasus-Gouvernements Eriwan im heutigen Armenien. Der Theologe Gerhard Wehr vermutet, dass diese Eheschließung ihr nur dazu diente, als verheiratete Frau respektiert zu werden. Nach eigenen Angaben verließ sie ihren Mann nach drei Monaten wegen des großen Altersunterschiedes als Jungfrau und floh nach Ägypten.
Am 3. April 1875 heiratete Helena Blavatsky erneut, diesmal den Armenier Michael Betanelly. Sie stellte die Bedingung, dass sie ihren Namen behielt und die Ehe nicht vollzogen wurde. Diese Ehe wurde am 25. Mai 1878 geschieden, worauf Blavatsky erleichtert äußerte, „der Gedanke, in die Lage zu kommen, ihren Körper einem Manne preiszugeben, sei ihr so entsetzlich und unfaßbar, daß sie selber die von ihr gegebene Einwilligung in eine Scheinehe nur durch eine damalige Besessenheit erklären könne.“ Einigen Quellen zufolge soll sie auch den Opernsänger und Carbonaro Arkadi Metrowitsch geheiratet haben, den sie 1850 kennen lernte und mit dem sie sich der Tinten- und Kunstblumenproduktion widmete.
Im Frühjahr 1860 reiste Blavatsky mit ihrer Schwester nach Tiflis, wo sie bleiben wollte. Auf Wunsch des Großvaters musste sie zu ihrem Ehemann zurückkehren, mit dem sie daraufhin ein Jahr lang zusammenlebte. Die meiste Zeit verbrachte sie im Palais des Großvaters, wo sich fast jeden Abend geladene Gäste zu ihren Séancen zusammenfanden, um sich mit Tischerücken, Schreiben von Geisterbotschaften und anderen Manipulationen unterhalten zu lassen. 1863 verbrachte sie erneut drei Tage mit ihrem ersten Mann Nikifor in Tiflis.

### Kinder
1861 oder 1862 soll Blavatskys Sohn Yuri (auch: Juri) zur Welt gekommen sein, der im Alter von fünf Jahren verstarb. Das Kind war offenbar seit 1862 in ihrer Obhut, als sie in Tiflis lebte. Als Vater gab sie Baron Nicholas Meyendorff aus Tiflis an. Als ihr Junge 1867 starb, veranlasste sie seine Beerdigung in Russland.
Eine medizinische Untersuchung 1885 soll die Diagnose Anteflexio uteri ergeben haben. James A. Santucci  bezweifelt aufgrund dieser Information, dass sie überhaupt schwanger werden konnte. Die Blavatsky-Biografin Marion Meade hält es dagegen für wahrscheinlich, dass Yuri nicht ihr einziges Kind war.
Gegen Ende ihres Lebens verklagte Blavatsky die New Yorker Zeitung Sun, die behauptet hatte, sie habe ein uneheliches Kind. Dazu ließ sie sich von einem Gynäkologen ihre Jungfräulichkeit attestieren, jedoch veröffentlichte die Sun ein Jahr nach ihrem Tod eine Gegendarstellung.

### Wanderjahre

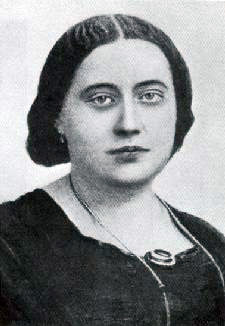
Blavatsky in den 1850er Jahren

Über zwei Jahrzehnte, von 1848 bis 1872, hinterließ Blavatsky großenteils unbestätigte und teils auch widersprüchliche Aussagen, woran ihr Biograph A. P. Sinnett schier verzweifelte. Auf Reisen durch Europa, Asien und Amerika, die von ihrem Vater und Großvater finanziert worden seien, soll sie in dieser Zeit von Eingeweihten und „Meistern“ die Grundlagen ihrer späteren Lehren vermittelt bekommen haben.
Nach der Trennung von ihrem ersten Mann begab sie sich wieder in das Haus ihres Großvaters zurück, der sie zu ihrem Vater in die Hafenstadt Poti schickte. Dort freundete sie sich mit dem Kapitän eines englischen Dampfschiffs an, der sie für die Passage bis Konstantinopel als (verkleideten) Matrosen anheuerte. 1850 verdingte sie sich in Konstantinopel als Kunstreiterin im Zirkus und lernte dort den ungarischen Opernsänger und Carbonaro Arkadi Metrowitsch kennen, den sie dann auf seinen Operntourneen begleitete. Mit der russischen Gräfin Kisselev, die sie ebenfalls in Konstantinopel kennenlernte, bereiste sie dann Ägypten, Griechenland und den Balkan.
In Kairo trat sie im gleichen Jahr mit dem koptischen Magier und Okkultisten Paulos Metamon in Kontakt, der in diesen frühen Jahren einer ihrer Lehrer gewesen sein soll.
1851 fuhr sie mit einer Freundin von Frankreich zur Weltausstellung nach London, wo sie ihren „Meister Morya“ erstmals in einem physischen Körper getroffen haben will, der ihr schon in ihrer Kindheit in Visionen erschienen sei. Einer Untersuchung von Paul Johnson zufolge war Morya keine real existierende Person; vielmehr habe Blavatsky zum angegebenen Zeitpunkt den von ihr verehrten italienischen Freiheitskämpfer Giuseppe Mazzini getroffen, der in London im Exil weilte. Angeregt durch die Romane von James Fenimore Cooper reiste sie anschließend nach Québec, wo sie den indianischen Schamanismus studieren wollte. Es folgte ein Aufenthalt in New Orleans mit Nachforschungen über den dort praktizierten Voodoo-Kult.
Das Jahr 1852 verbrachte sie überwiegend in Lateinamerika. Noch im selben Jahr begab sie sich nach Indien und versuchte erstmals, allerdings ohne Erfolg, in das damals sehr abgeschottete Tibet zu gelangen. Auch in den folgenden Jahren hielt sie sich überwiegend im Mittleren und Fernen Osten und in den Vereinigten Staaten auf. 1855 soll Blavatsky vergeblich versucht haben, als Mann verkleidet über Indien nach Tibet einzureisen.

#### Mesmerismus-Studien und Konversion zum Spiritismus
1856 hielt sie sich in Frankreich auf, um den dort florierenden Mesmerismus zu studieren. In Paris trat sie als Assistentin des Spiritisten Daniel Dunglas Home auf und wurde Dirigentin des königlich serbischen Chors. Als Nächstes begab sie sich über Deutschland auf den Balkan, wo sie wieder als Reitkünstlerin auftrat. Mit dem Opernsänger Metrowitsch und einer Madame Sébire reiste sie nach Kairo. Im selben Jahr konvertierte sie eigenen Angaben zufolge in Paris zum Spiritismus.
1858 kehrte sie über Deutschland und den Balkan erstmals in ihre russische Heimat zurück. Dort erschien sie auf dem Landgut in Rugedow ihrer inzwischen verheirateten Schwester Vera, wo sie mit ihren spiritistischen Betätigungen bald der gesellschaftliche Mittelpunkt wurde. Bis 1863 hielt sie sich hauptsächlich im Familienkreis in Russland auf. Wo sie sich in den folgenden Jahren aufhielt, ist unklar.
Italienische Freischärler unter Giuseppe Garibaldi
Nachdem Yuri 1867 gestorben war, schloss sich Blavatsky eigenen Angaben zufolge dem italienischen Risorgimento an, dessen Antiklerikalismus sie teilte. Nach eigenen Angaben nahm sie an der Schlacht von Mentana teil und wurde mehrfach verwundet. Gerettet wurde sie nach einer Version durch das Rote Kreuz, nach anderen durch das Einschreiten ihrer indischen „Meister“. In der reichhaltigen Erinnerungsliteratur der Teilnehmer dieses Gefechts zwischen den Truppen Giuseppe Garibaldis auf der einen und des Kirchenstaats sowie Frankreichs auf der anderen Seite wird eine als Mann verkleidete russische Mitkämpferin allerdings nirgends erwähnt. Nach der italienischen Historikerin Lucetta Scaraffia hat diese Episode innerhalb der Biographie Blavatskys die Funktion einer „politischen Initiation“ in die Feindschaft gegen die katholische Kirche, vor der die östliche Religion Rettung biete.
Schiffbruch und Tod Metrowitschs
1870 lebte Blavatsky mit Metrowitsch in Odessa, wo sie den Lebensunterhalt der beiden mit Gesangsunterricht, verschiedenen Aushilfsjobs in Läden und als Fabrikarbeiterin bestritt. Weil ihre kurz nacheinander eröffneten Geschäfte – eine Tintenfabrik, ein Großhandelsgeschäft und ein Kunstblumenhandel – vollkommene Fehlschläge waren, nahm Metrowitsch ein Engagement in Kairo an.
1871 bestieg sie mit Metrowitsch das Fährschiff SS Eunomia nach Alexandria, wo Metrowitsch seine Opernkarriere fortzusetzen gedachte. An Bord befanden sich 400 Passagiere, eine Ladung Schießpulver und Feuerwerk. Am 4. Juli 1871 kam es während der Überfahrt zu einer Havarie, als im Golf von Nauplia das Schwarzpulvermagazin explodierte, worauf das Schiff kenterte. Dabei kam Metrowitsch ums Leben. Blavatsky gehörte zu den 17 Schiffbrüchigen, die das Unglück überlebten und in Ägypten strandeten.
Gründung der Société spirite
Bis 1872 blieb sie in Ägypten, wo sie die spiritistische Vereinigung Société spirite gründete. Wegen einer angeblich ektoplastisch materialisierten Hand, die sich bei Nachforschungen als trickreiche Apparatur zur Bewegung einer ausgestopften Handschuh-Attrappe entpuppte, wurde Blavatsky schon kurze Zeit später des Betrugs überführt und musste den Verein wieder auflösen.

#### Tibet
1868 trat nach Blavatskys Angaben der Meister Morya mit ihr in Kontakt. Angeblich reisten sie gemeinsam nach Tibet, wo sie sich längere Zeit in Samzhubzê, dem Sitz des Penchen Lama, aufgehalten habe und in den tibetischen Buddhismus eingeweiht worden sei. Ob sie tatsächlich jemals in Tibet war, ist umstritten. Für Blavatskys Behauptungen sprechen jedoch ihre im Westen bis dahin ungekannten Beschreibungen über die Stadt Xigazê und ihre Kenntnisse des Mahayana-Buddhismus, die ihr von angesehenen buddhistischen Gelehrten bescheinigt wurden. Nach Recherchen der Biografin Marion Blade war Blavatsky nicht, wie sie behauptete, sieben Jahre lang in Tibet, sondern reiste in dieser Zeit durch Europa. Blavatskys Mythos von den „Meistern“, die angeblich in Tibet lebten, profitierte lange davon, dass das reale Reich des Dalai Lama bis zum britischen Tibetfeldzug 1903 unzugänglich und damit geheimnisumwittert war. Ihre Behauptungen konnten somit nicht überprüft werden.
In den folgenden Jahren hielt Blavatsky sich überwiegend im Nahen Osten auf, wo sie weitere Meister getroffen habe, die mit griechischen, koptischen und Drusen-Mysterien vertraut waren. 1873 soll Morya erneut mit ihr Kontakt aufgenommen und sie angewiesen haben, sich nach New York zu begeben.

### New Yorker Jahre

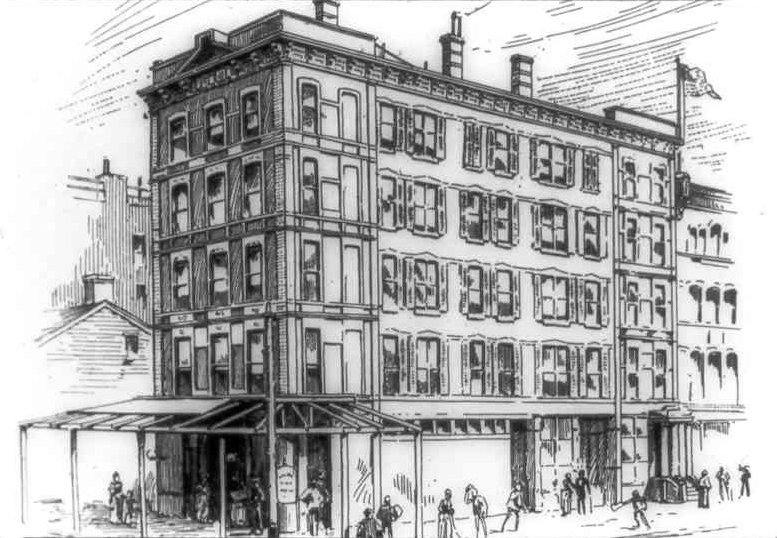
Blavatskys „Lamaserei“ in New York. (302 West 47th Street)

Da ihr Vater, der bislang ihre Reisen großzügig finanziert hatte, unlängst verstorben war, kam Blavatsky fast mittellos am 7. Juli 1873 in New York an. Über das gemeinsame Interesse an spiritistischen Séancen lernte sie 1874 den Agrarfachmann und späteren Anwalt Henry Steel Olcott kennen, der in Spiritistenzirkeln als Medium für Materialisationen und Jenseitskontakte auftrat. Olcott wurde ihr Vertrauter, Schüler und schließlich ihr Manager.

#### Spiritistische Sitzungen
Blavatsky interessierte sich schon früh für den Spiritismus und hielt bereits in Kairo in den 1860er Jahren spiritistische Sitzungen ab. In den sich seit 1848 schnell ausbreitenden spiritistischen Kreisen Amerikas bewunderte man sie und besuchte ihre Séancen, die sie ab 1874 regelmäßig durchführte. Ihr Freund Olcott überredete Blavatsky, seinem Spiritistenzirkel beizutreten, und bemühte sich, sie in einschlägigen Kreisen als Medium populär zu machen. Als Blavatskys „Schutzgeist“ fungierte zu jener Zeit ein gewisser „John King“. Olcott und Blavatsky gründeten im Mai 1875 den „Miracle-Club“, dessen Treffen der Geheimhaltung unterlagen. Da der Spiritismus durch Pressemeldungen über Scharlatane allgemein in Verruf geriet, beendete Blavatsky ab Mitte 1875 ihre diesbezüglichen Aktivitäten. Nun suchten Olcott und sie nach neuen ideologischen Grundlagen, um die spiritistischen Phänomene zu erklären und den Wahrheitsgehalt der Religionen zu ergründen. Der „Miracle-Club“ wurde am 17. November 1875 in die zunächst geheime Theosophical Society (Theosophische Gesellschaft) umbenannt.

#### Hinwendung zur Esoterik
Etwa Anfang 1875 begann Blavatsky, esoterische Lehren zu verkünden, wobei sie zunächst an die westliche esoterische Tradition anknüpfte. Ihre Wohnung am Irving Place in Manhattan entwickelte sich zu einem Treffpunkt für Leute, die sich für ihre Lehren interessierten. Parallel begann sie, ihr erstes Buch zu schreiben. Im Juli 1875 erschien in der Zeitschrift Spiritual Scientist ein Artikel, in dem sie ihre Ansichten erstmals und recht detailliert öffentlich darlegte. Mit dieser Publikation führte sie anscheinend auch die bis dahin nur im Französischen gebräuchliche Bezeichnung occultisme ins Englische ein.
Gründung der Theosophischen Gesellschaft
In Blavatskys Wohnung wurde im Herbst 1875 die Theosophische Gesellschaft (TG) als Geheimgesellschaft konzipiert und gegründet, wobei Olcott, der als Erster die Idee zu einer solchen Gesellschaft geäußert hatte, als Präsident gewählt wurde. Blavatsky fungierte als Sekretärin, war aber der eigentliche Spiritus rector der Gesellschaft. Mitunterzeichner der Gründungsurkunde waren der spätere Vizepräsident George Henry Felt und Charles Carleton Massey, der am 27. Juni 1878 eine Londoner Zweigstelle stiftete. Als Aufgabe der Gesellschaft wurde im Protokoll der Gründungsversammlung das Studium des Okkultismus, der Kabbala und ähnlicher Lehren der westlichen Esoterik festgehalten. Laut der später ausgearbeiteten Satzung sollte es darum gehen, „Wissen über die Gesetze, welche das Universum beherrschen, zu sammeln und zu verbreiten“. Anstelle der medialen Übermittlung von Jenseitsbotschaften sollte nun die Aneignung „alter Geheimlehren“ treten, die man als Kern aller Weltreligionen ansah. Auf dieser Basis wurde als Ziel die Schaffung einer neuen Weltreligion angepeilt.
Der Übergang Blavatskys von der praktizierenden Spiritistin zur Theosophin vollzog sich, nachdem sie den „spiritistischen Phänomenen“ eine monistische Deutung gab. Ihr Durchbruch zum Monismus hatte zur Folge, dass sie die herkömmliche Erklärung spiritistischer Phänomene als Wirkung von Geistern Verstorbener überwand und diese stattdessen als Emanationen eines universalen Geistes interpretierte. Eine ideelle Kontinuität zwischen dem Monismus Haeckel’scher Prägung, der damals eine regelrechte Modewelle erlebte, und der Theosophie wurde später auch von Rudolf Steiner bei seinem Eintritt in die theosophische Gesellschaft explizit bekräftigt.
Arya Samaj
Im Juli 1876 fand die letzte Mitgliederversammlung der TG statt. Zwei Jahre nach der Gründung kamen ihre Tätigkeiten zum Erliegen. Der Inder Mooljij Thackersey, mit dem Olcott seit einigen Monaten korrespondierte, vermittelte Blavatsky und Olcott den Kontakt zu Dayananda und dessen hinduistischer Reformbewegung Arya Samaj („Gemeinde der Arier“), die ihnen eine Art indischer Theosophischer Gesellschaft zu sein schien. Auf Olcotts Vorschlag wurde sie an die TG am 22. Mai 1878 angegliedert. Die fusionierte Vereinigung nannte sich bis zum März 1882 Theosophical Society of the Arya Samaj of India.
Nachdem Blavatsky am 8. Juli 1878 als erste Russin die amerikanische Staatsbürgerschaft angenommen hatte, verließ sie am 17. Dezember gemeinsam mit Olcott die USA und kehrte nie zurück.

### Aktivitäten in Indien und Ceylon
Am 16. Februar 1879 kamen Olcott und Blavatsky in Bombay an. Am folgenden Abend fand im Haus Chintamon Hurrychunds, des Präsidenten des Arya Samaj, in dem die beiden einquartiert wurden, ein großer Empfang für sie statt. Doch am nächsten Tag präsentierte ihr Gastgeber seinen theosophischen Gästen eine Rechnung für seine Auslagen. Es stellte sich heraus, dass er die ihm anvertrauten Spenden veruntreut hatte, woraufhin man sich die Freundschaft aufkündigte. Blavatsky und Olcott bezogen für die nächsten zwei Jahre Quartier in der Girgaum Back Road.
Die Auseinandersetzungen mit dem Arya Samaj führten 1878 zur Formulierung jener drei theosophischen Prinzipien, die bis heute das „Programm“ der TG bilden:
1. Bildung eines Nucleus einer Universellen Bruderschaft ohne Unterschied von Rasse, Glaubensbekenntnis, Geschlecht, Kaste und Hautfarbe
2. Förderung vergleichender Studien der Weltreligionen, Philosophie und Naturwissenschaften
3. Erforschung bisher unentdeckter Naturgesetze und psychischer Kräfte des Menschen.[71]

Am 17. Dezember 1879 wurden auf einer theosophischen Versammlung die Statuten der TG abgeändert und alle für eine Geheimgesellschaft typischen Merkmale wie Geheimzeichen und Geheimschrift abgeschafft. Die Esoterische Schule (Esoteric Section) als innerer Kreis der TG blieb aber ein Geheimbund. Bald darauf begann Blavatsky mit der Arbeit an ihrem zweiten großen Buchprojekt, und im Oktober erschien erstmals die Zeitschrift The Theosophist als monatliches Publikationsorgan der TG. Durch ausgedehnte Reisen und durch Korrespondenzen mit führenden Intellektuellen und Politikern Indiens warben Blavatsky und Olcott für die Theosophie. Im Mai 1888 konvertierten sie auf Ceylon zum Buddhismus. Blavatsky hatte sich allerdings schon während ihrer New Yorker Zeit als Buddhistin bezeichnet. Damit brachte sie sich in einen gewissen Gegensatz zu den hinduistisch beeinflussten Theosophen. Fortan pflegte sie den Kontakt mit Geistern, die sie als Meister und Mahatmas bezeichnete. Ihr Eintreten für die indische Religion und Philosophie traf mit dem erstarkenden Selbstbewusstsein des indischen Bildungsbürgertums gegenüber den Einflüssen der europäischen Kolonialmächte zusammen. Ranbir Singh, der Maharadscha von Kaschmir, sponserte ihre Reisen. Ein weiterer wichtiger Verbündeter war Sirdar Thakar Singh Sandhanwalia, der Begründer der Singh-Sabha-Bewegung, einer Reformbewegung der Sikh im Punjab.

#### Verfassung derGeheimlehrein Madras
Im Dezember 1882 wurde der Hauptsitz der TG in die Ortschaft Adyar in der Nähe von Madras verlegt. Nach Jahren intensiver Reisetätigkeit verbrachte Blavatsky das Jahr 1883 überwiegend dort und schrieb zahlreiche Artikel für den Theosophist. Darin behandelte sie vor allem das Konzept der siebenfältigen Konstitution der Menschheit und des Kosmos, das an die Stelle des in alten europäischen Traditionen wurzelnden dreigliedrigen Schemas trat, welches sie in Isis Unveiled dargestellt hatte und seither in der modernen Theosophie grundlegend ist. In Indien erhielt die Theosophie eine systematische Fassung. In Madras verfasste sie ihr Hauptwerk, Die Geheimlehre, in dem sie sich erneut des Plagiatentums schuldig machte, nur dass sie diesmal aus zeitgenössischen Werken des Hinduismus und der modernen Wissenschaft abschrieb. Die Geheimlehre verwirft das alte Ägypten, das bisher als Weisheitsquelle der TG galt. Ihr Werk gibt vor, alle Aktivitäten Gottes vom Beginn der Schöpfung bis zu dessen Ende zu kennen und beschreibt diese als sich ewig wiederholende Zyklen.

#### Fälschungsvorwürfe

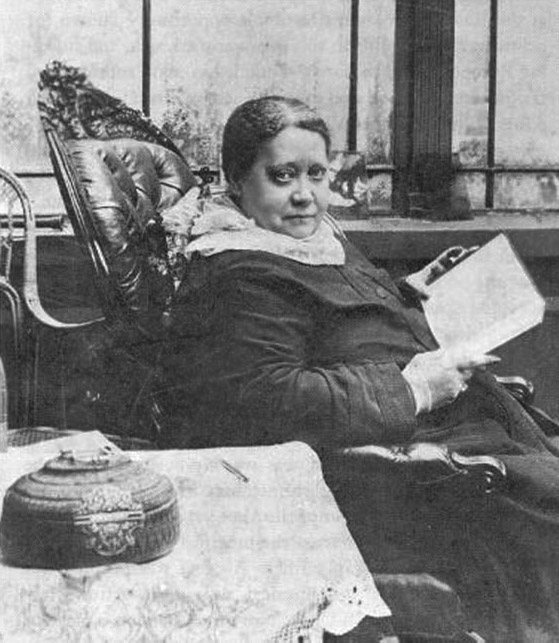
Blavatsky in Maycot (um 1887)

Während sich Blavatsky und Olcott 1884 vorübergehend in Europa aufhielten, wo die Theosophie ebenfalls zunehmend Anhänger fand, erschien im September 1884 im Madras Christian College Magazine ein Artikel, in welchem Blavatsky des Betrugs im Zusammenhang mit den sogenannten Meister-Briefen bezichtigt wurde. Diese Briefe, die seit 1880 in großer Zahl bei verschiedenen Theosophen eingingen, wurden den „Meistern“ Koot Hoomi und Morya zugeschrieben, die darin ihre Lehren darlegten. Im Madras Christian College Magazine wurde nun unter dem Titel The Collapse of Koot Hoomi behauptet, diese angeblichen Meisterbriefe seien in Wirklichkeit von Blavatsky verfasst worden. Der Artikel stützte sich auf die Aussagen einer ehemaligen Mitarbeiterin der TG in Adyar, Emma Coulomb (daher „Coulomb-Affäre“), und auf angebliche Briefe Blavatskys an Coulomb, die Coulombs Aussagen stützten. Blavatsky widersprach diesen Anschuldigungen entschieden, unterließ jedoch auf Abraten Olcotts und anderer rechtliche Schritte.

#### Spaltung der TG und Flucht nach Europa
Die Coulomb-Affäre beschädigte das Ansehen Blavatskys und der TG massiv. Eine wachsende Zahl der Anhänger zweifelte an ihrer Integrität, viele Verehrer kehrten ihrem einstigen Idol den Rücken. Andere glaubten unerschütterlich an die Realität der Phänomene und ihre Meister. In dieser Atmosphäre von Verleumdung und Anschuldigungen kam es zur Spaltung des amerikanischen von dem indischen Zweig der TG. Im Februar 1885 erkrankte Blavatsky schwer, was schließlich dazu führte, dass sie am 21. März 1885 ihre Tätigkeit als Corresponding Secretary der TG niederlegen musste.
Blavatsky stand an der Schwelle zum Tod, die Ärzte diagnostizierten eine unheilbare Erkrankung von Herz und Nieren und gaben ihr noch ein Jahr zu leben. Als die Nachricht von einer sich anbahnenden Verleumdungsklage der Coulombs gegen den Theosophen Henry Rhodes Morgan, der Emma Coulomb als Betrügerin bezeichnet hatte, eintraf, entschied die TG eilends, dass Blavatsky Indien unauffällig zu verlassen habe, um einer Gerichtsvorladung zuvorzukommen und die TG schadfrei zu halten. Da sich nun auch ihre eigenen Freunde gegen sie verschworen hatten, verließ sie am 31. März 1885 fluchtartig und psychisch gebrochen Indien in Begleitung von Franz Hartmann für immer, um die letzten Jahre ihres Lebens in Europa zu verbringen.

### Letzte Jahre und Tod

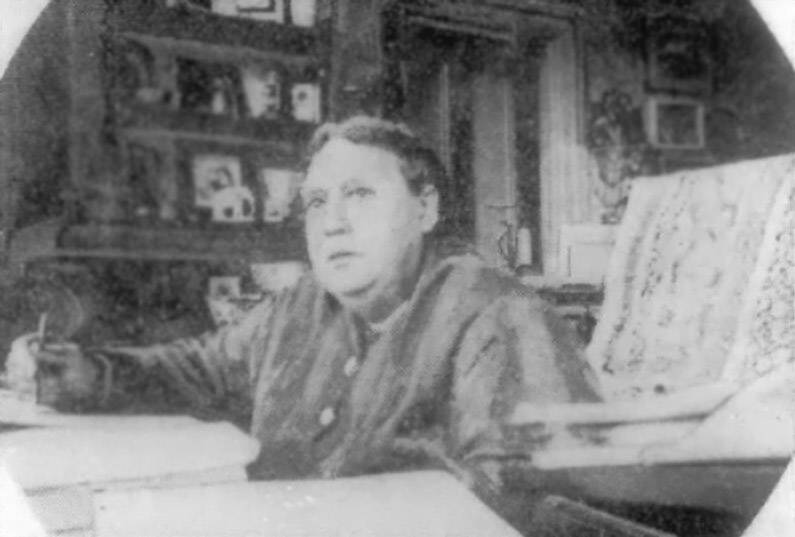
Blavatsky bei der Arbeit an Die Geheimlehre. London 1887

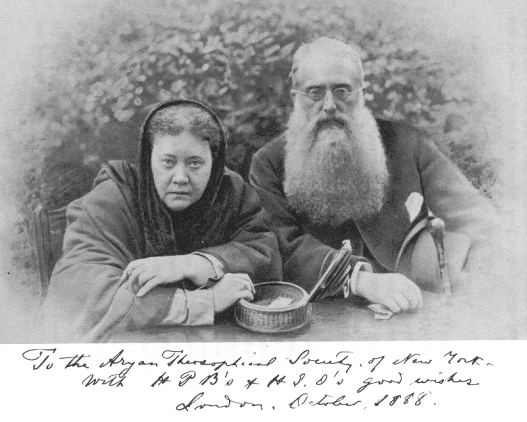
Blavatsky und Olcott 1888

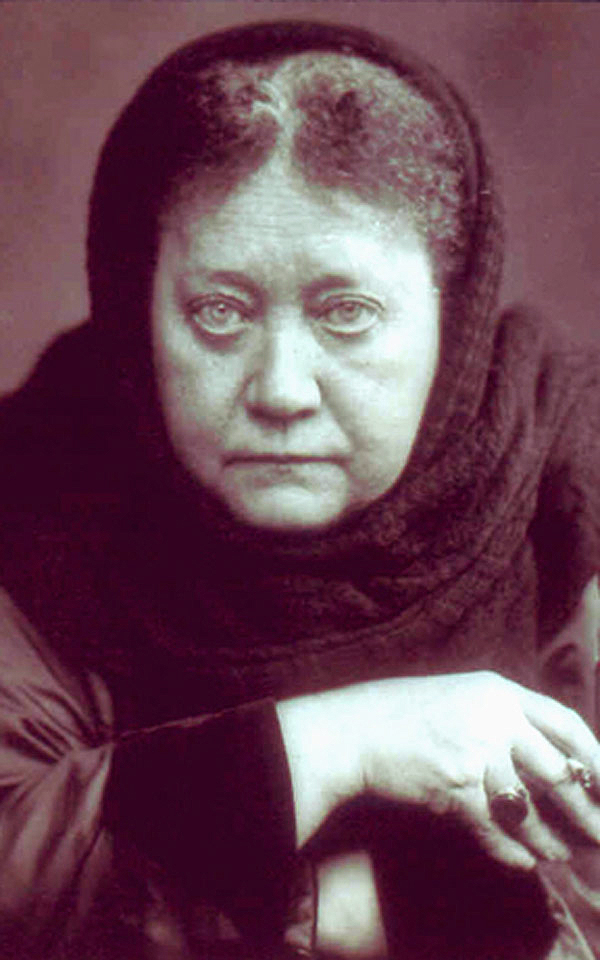
Blavatsky (Fotostudio Enrico Resta 8. Januar 1889)

Nachdem Blavatsky endgültig nach Europa zurückgekehrt war, verbrachte sie den Sommer 1885 in Italien.

#### Exil in Würzburg und Ostende
Im August 1885 ließ sich Blavatsky in Würzburg im Haus von Constance Wachtmeister nieder. Wachtmeister übernahm die Reinschrift des Manuskripts der Geheimlehre. Am 31. Dezember 1885 traf der Abschlussbericht der Society for Psychical Research (SPR) ein, der an die Coulomb-Affäre anschloss, und die Vorwürfe gegen Blavatsky bekräftigte. Dieser Bericht, der als Hodgson Report bekannt wurde, stützte sich auf Untersuchungen und Befragungen, die Richard Hodgson im Auftrag der SPR in Adyar vorgenommen hatte. Hodgson kam zu dem Ergebnis, dass die Meisterbriefe Fälschungen seien, die teils von der „Hochstaplerin“ Blavatsky selbst, teils von einer anderen Person angefertigt worden waren. Zudem habe Blavatsky im Zusammenhang mit dem „Erscheinen“ der Briefe paranormale Phänomene vorgespiegelt. Außerdem seien die Ziele der TG in Wirklichkeit politischer Natur, und Blavatsky sei eine russische Spionin. Dieser Bericht der SPR, quasi eine wissenschaftliche Bestätigung der im Rahmen der Coulomb-Affäre erhobenen Vorwürfe, brandmarkte Blavatsky für lange Zeit als Betrügerin. 1986, also gut 100 Jahre später, publizierte die SPR eine neuerliche Untersuchung, in der sowohl die Anschuldigungen Coulombs als auch Hodgsons Schlussfolgerungen verworfen wurden. Im Juli 1886 zog Blavatsky nach Ostende (Belgien).

#### Umzug nach London
Zur Jahreswende 1886/87 schloss sie die Arbeiten am ersten Band der Geheimlehre ab. Bereits durch ein schweres chronisches Nierenleiden geschwächt, übersiedelte sie am 1. Mai 1887 nach London, wo sie die Zeitschrift Lucifer gründete. In ihren letzten Lebensjahren investierte Blavatsky einen Großteil ihrer Energie in die Absicherung ihrer Position in der TG. Im offenen Machtkampf gegen Olcott glätteten sich die Wogen etwas, als Blavatsky am 19. Mai 1887 ihre eigene Esoteric Section der TG für England gründete, in der sie ihren engsten Schülern, die sie aus der kurz zuvor entstandenen Blavatsky Loge rekrutierte, esoterische Unterweisungen erteilte.

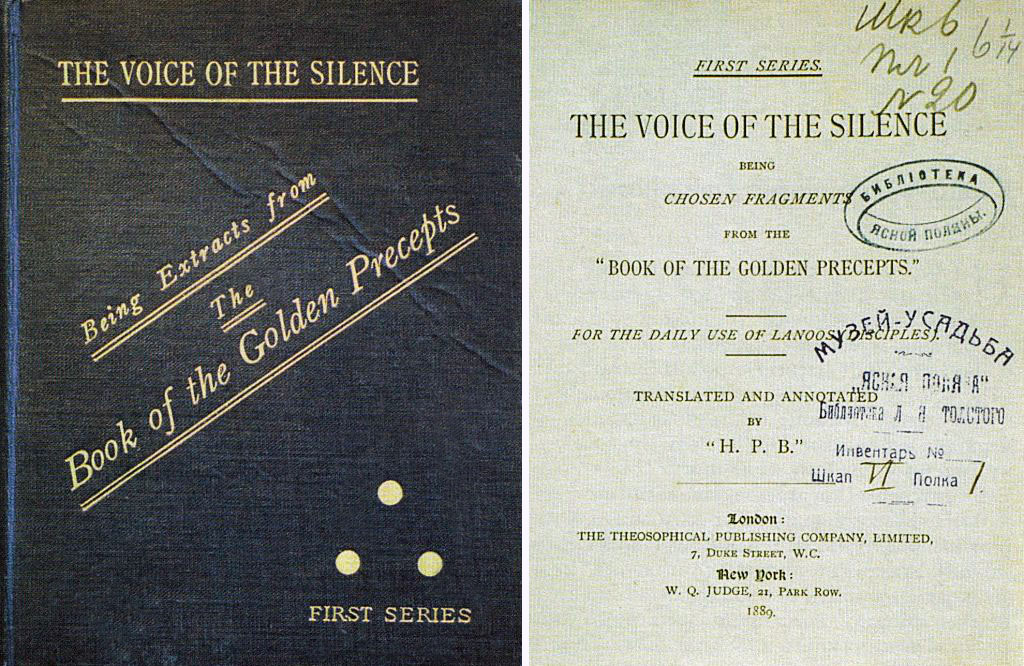
Die Stimme der Stille (Erstausgabe von 1889)

Im Oktober 1888 kam es zur Publikation ihres Hauptwerks, The Secret Doctrine – the Synthesis of Science, Religion, and Philosophy (deutsch: Die Geheimlehre). Im Jahre 1889 publizierte Blavatsky zwei weitere Bücher: The Voice of the Silence (deutsch: Die Stimme der Stille) und The Key to Theosophy (deutsch: Der Schlüssel zur Theosophie). The Voice of the Silence ist ähnlich wie The Secret Doctrine als Übersetzung angeblich sehr alter Texte konzipiert und handelt vom Aufstieg zu höheren Ebenen des Bewusstseins, während The Key to Theosophy eine populäre Einführung in Blavatskys Theosophie gibt.
Mit der Gründung der British Section der TG erhob Blavatsky einen weitergehenden Vertretungsanspruch, den Olcott nicht akzeptierte. Deshalb trennte sie 1890 ihre britischen Logen von der Adyar-TG ab und erklärte sich zur Leiterin der europäischen TG-Gruppen, womit der Bruch vollzogen war. Im Juli desselben Jahres erschien in der Zeitung The New York Sun ein Artikel des einflussreichen amerikanischen Theosophen Samuel Elliott Coues, in dem dieser Blavatsky als Betrügerin bezeichnete. Dies löste einen Rechtsstreit aus, der allerdings nach Blavatskys Tod ohne Ergebnis niedergelegt wurde. (Aufgrund einer weiteren, von William Quan Judge, dem Generalsekretär der Amerikanischen TG, erhobenen Anklage distanzierte sich die New York Sun jedoch 1892 von Coues' Artikel und druckte einen von Judge verfassten Nachruf auf Blavatsky.)
Schon seit Längerem kränkelnd, verstarb sie nach einer akuten Erkältungskrankheit am 8. Mai 1891 in London. In der britischen Presse erschienen über 100 Todesanzeigen und zahlreiche Leserbriefe von Theosophen.

## Lehre

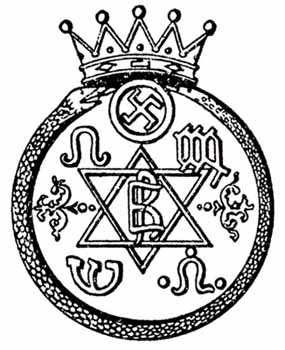
Blavatskys selbst entworfenes Wappen, das Davidstern und Swastika mit diversen anderen Symbolen vereint.

Blavatsky entwickelte eine als Theosophie bezeichnete, synkretistische Weltanschauung, die gleichzeitig die Lehre der TG bildet. Im Unterschied zur christlichen Theosophie verfolgt die anglo-indische Richtung ihres Religionssynkretismus das Ziel, durch esoterisches Erkennen, okkulte Schulung und das Studium fernöstlicher Religiosität eine höhere Form von „Wahrheit“ zu erlangen. Die Bezeichnung Theosophie wird als ein anderer Name für das seit dem 19. Jahrhundert unter der Bezeichnung „Okkultismus“ aufgekommene, primär monistische Deutungssystem moderner spiritistischer oder alter magischer und religiöser Praktiken verwendet.
Blavatskys Lehre wurde auch als „Esoterischer Buddhismus“ bezeichnet, der im Unterschied zum orthodoxen Buddhismus, den man als exoterisch bezeichnete, der einzig wahre sei. Diese Lehre darf aber nicht verwechselt werden mit älteren esoterischen Traditionen innerhalb des Buddhismus wie dem ebenso bezeichneten Vajrayana.

### Isis entschleiert
1877 erschien Blavatskys Erstwerk Isis entschleiert (Originaltitel Isis Unveiled), in dem sie sich vom Spiritismus abwandte. Stattdessen knüpfe sie nun an indische Lehren wie den Hinduismus und den Buddhismus an. Gleichzeitig versuchte sie zu beweisen, dass der von ihr bis dahin vertretene Spiritismus und das Hellsehen, die Hypnose, die (Tag-)Träume und alle „Wunder“ einer gemeinsamen Tradition entstammen würden. Dabei gab sie vor, sich auf die angebliche „okkulte Lehre des alten Ägyptens“ zu stützen, in der sich eine Ur-Religion offenbare, aus der alle heute bestehenden Religionen hervorgegangen seien. Diese Lehre sei in der Lage, die Gegensätze zwischen Spiritualität, vernunftgeleiteter Philosophie und den Naturwissenschaften aufzuheben. Die meisten Rezensenten äußerten sich verunglimpfend oder verwirrt.
Isis entschleiert lieferte weniger einen Überblick über Blavatskys neue Religion und war eher eine Tirade gegen die rationalistische und materialistische Kultur der modernen westlichen Welt. Um das Vertrauen ihrer Leser in die herrschende Weltanschauung zu diskreditieren, bediente sie sich verschiedener Sekundärquellen über heidnische Mythologien, Mysterienkulte, Gnostizismus, Hermetik, die Arkantradition der Renaissance bis hin zu Geheimgesellschaften wie den Rosenkreuzern, deren gemeinsamen Ursprung sie im alten Ägypten verortete. Die literarischen Werke Edward George Bulwer-Lyttons inspirierten sie maßgeblich. Das Buch hatte Erfolg: die erste Auflage von 1.000 Exemplaren war nach zehn Tagen vergriffen.

### Die Geheimlehre
Ihre eigene Lehre stellte Blavatsky 1888 hauptsächlich in Die Geheimlehre (Originaltitel The Secret Doctrine) dar. In diesem Werke berief sie sich nicht mehr auf die Weisheit Ägyptens, sondern orientierte sich an indischen und tibetischen Traditionen. Das Buch soll auf den „Stanzen“ des Book of Dzyan basieren, einem angeblich sehr alten religiösen Text. Dzyan ist der tibetische Name des Daoisten Ly-tzyn, der im vierten Jahrhundert lebte und ein Buch der geheimen Korrespondenzen verfasste.
Ihre Theosophie war eine Reaktion auf den Siegeszug der Naturwissenschaften, der Evolutionstheorie Darwins und der damit verbundenen Diskreditierung des christlichen Glaubens im 19. Jahrhundert. Außerdem knüpfte Blavatsky in der Geheimlehre an damals moderne westliche Vorstellungen, nämlich den Fortschrittsgedanken und die Rassenlehre an. Sie erhob darin den Anspruch, eine wissenschaftlich begründete Religion zu verkünden.
Nach Einschätzung des Historikers Nicholas Goodrick-Clarke gab sie dem Menschen die Würde und Bedeutung, die ihm die jüdisch-christliche Schöpfungslehre zugeschrieben hatte und die im naturwissenschaftlichen Weltbild keine Rolle mehr spielten, zurück, indem sie ihn in eine Kosmologie einbettete, welche traditionelle Vorstellungen der westlichen Esoterik mit Elementen östlicher Religionen verband und auch Konzepte der zeitgenössischen Naturwissenschaften aufnahm. Dem Christentum, insbesondere der katholischen Kirche und dem Protestantismus, stand Blavatsky zeitlebens kritisch gegenüber; eine Ausnahme von dieser antiklerikalen Haltung machte sie in selbsteingestandener Inkonsequenz gegenüber der heimischen Russisch-Orthodoxen Kirche.

#### Reinkarnations- und Karmalehre
Die Geheimlehre stützt sich eklektizistisch auf Buddhismus, Hinduismus und verschiedene andere Weisheitslehren. Der erste Band mit dem Titel Cosmogenesis behandelt die Entwicklung des Kosmos. Der zweite Band Anthropogenesis befasst sich mit der Evolution der Menschheit als einer Aufeinanderfolge sogenannter Wurzelrassen. Darin postulierte sie die Existenz einer absoluten, unendlichen und ewigen Realität, welche Alles bedingt. Aus diesem Absoluten gehe der Kosmos wie auch die Seele des Menschen hervor (Emanation). Diese Vorstellung verband Blavatsky mit dem modernen naturwissenschaftlichen Konzept der Evolution. Demnach erfolgt die Evolution des Kosmos wie auch die jeder menschlichen Individualität in Zyklen der Emanation aus dem Absoluten und der Rückkehr in das Absolute, jedoch nicht im Sinne einer ewigen Wiederkehr des Gleichen, sondern verbunden mit einem Fortschritt von Zyklus zu Zyklus. Beim Menschen handelt es sich um die Aufeinanderfolge zahlreicher Verkörperungen der unsterblichen Individualität (Reinkarnation), welche durch das Prinzip des Karma verbunden seien. Hinzu kam ihre Praxis des Hellsehens, die im tibetischen Buddhismus von besonderer Bedeutung ist.
Diese Darstellungen in The Secret Doctrine bilden aber – wie Nicholas Goodrick-Clarke schreibt – nur den Hintergrund für das zentrale Thema des Werks: die Entwicklung der menschlichen Individualität durch Reinkarnation und Karma. Dabei sei das Schicksal in einem gegenwärtigen Leben die Folge der eigenen Taten und Gedanken in früheren Leben, das Ziel bestehe in einem Aufstieg zu immer höheren spirituellen Ebenen.
Nach Blavatskys Ansicht habe der Buddha über eine geheime Lehre verfügt, deren wahre esoterische Bedeutung uneingeweihten Forschern vorenthalten wurde. So habe Buddha nur einem eingeschränkten Kreis Fragen zur Metaphysik, Seele und Ewigkeit beantwortet. Blavatsky habe in ihrem Buch Schlüssel zur Theosophie diese Geheimnisse gelüftet, die auch Gegenstand ihrer Geheimlehre seien und in groben Zügen die Philosophie der Theosophie enthielten. Kennzeichnend ist dabei die Vermischung brahmanischer und buddhistischer Lehren unter Bezugnahme auf Sanskrit-Quellen, da der Pali-Kanon damals noch nicht zugänglich war.

#### Kosmo- und Anthropogenese
Ein weiteres grundlegendes Konzept der Lehre Blavatskys ist die siebenfältige Konstitution des Menschen und des Kosmos. Beim Menschen unterschied sie (ähnlich wie zuvor schon der Theosoph Alfred Percy Sinnett in Esoteric Buddhism, 1883) sieben Bestandteile oder Prinzipien, von denen vier sterblich und drei unsterblich seien. Ebenso sei auch die Erde und jeder andere Himmelskörper siebenfältig konstituiert, und die Evolution eines jeden Planeten verlaufe in siebengliedrigen Zyklen. So entwickele sich die Erde zunächst absteigend von einem geistigen über ein mentales und ein astrales Stadium zum gegenwärtigen physischen und dann wieder aufsteigend über ein astrales und ein mentales zu einem geistigen Stadium. Nur das gegenwärtige vierte Stadium sei sichtbar. Innerhalb dieses physischen Stadiums der Evolution der Erde entwickelte Blavatsky eine eigene Rassenmythologie: Darin unterschied sie weiter sieben Stadien der Entwicklung der Menschheit, welche sie als „Wurzelrassen“ bezeichnete. Auch bei diesen handele es sich zunächst um ein Herabsteigen in die Materie, gefolgt von einer Vergeistigung. Das gegenwärtige, fünfte Stadium der Menschheit bezeichnete sie als die „arische“ Wurzelrasse. Jede Wurzelrasse bestehe wiederum aus sieben aufeinanderfolgenden „Unterrassen“, und das gegenwärtige Stadium der Menschheits-Evolution sei die fünfte oder angelsächsische Unterrasse der arischen Wurzelrasse.

### Lehre von den Aufgestiegenen Meistern
Ein wichtiger Aspekt in Blavatskys Theosophie ist ihre Lehre von den Aufgestiegenen Meistern. Sie entwickelte die Vorstellung, dass Religionsstifter und andere herausragende Menschen wie Buddha oder Jesus nach ihrem Leben auf der Erde in eine spirituelle Sphäre eingehen, wo sie die „Große Weiße Bruderschaft“ bilden und über prädestinierte Menschen, die ihnen als Medium dienen, die Geschicke der Menschheit bestimmen.
In ihren eigenen Darstellungen zu ihrer Biographie und zum Ursprung ihrer Theosophie kommt den sogenannten Meistern oder Mahatmas eine große Bedeutung zu. Schon in ihrer Kindheit habe sie von einem „Meister Morya“ geträumt, und diesen habe sie 1851 im Londoner Hyde Park erstmals leibhaftig getroffen. Bei diesem Treffen habe er ihr mitgeteilt, dass sie für eine bedeutende Aufgabe ausersehen sei und sich zuvor in Tibet darauf vorbereiten müsse. 1868 habe er erneut Kontakt mit ihr aufgenommen, und sie seien gemeinsam nach Tibet gereist, wo Morya mit einem anderen Meister namens Koot Hoomi in Samzhubzê, in der Nachbarschaft des Sitzes des Penchen Lama, eine Schule für Adepten des tibetischen Buddhismus betrieben habe. Dort sei sie als Schülerin aufgenommen und etwa zwei Jahre lang unterwiesen worden. Danach habe sie im Nahen Osten weitere Meister dortiger Geheimlehren konsultiert. Ihre Reise nach New York 1873 sei wiederum auf Geheiß des (wahrscheinlich fiktiven) Morya erfolgt, und auch die dortige Gründung der TG sowie die spätere Übersiedelung nach Indien sei von den Meistern veranlasst gewesen. Des Weiteren traten die Meister als angebliche Autoren der umstrittenen Meister- oder Mahatma-Briefe in Erscheinung (siehe oben).
Nach Blavatskys Indienaufenthalt kam es zu wichtigen Veränderungen bezüglich ihrer Vorstellungen von den „Meistern“ („Mahatmas“), namentlich Koot Hoomi und Morya. Nun gab sie ihre Mahatmas als Mitglieder einer „Großen Weißen Bruderschaft“ aus. Die „Meister“ verschickten Blavatsky zufolge Briefe per Post oder auf „okkultem“ Wege. Blavatskys Lehren seien ein Synkretismus bereits bestehender Lehren, wobei sie anfangs vom russischen, rosenkreuzerisch orientierten Freimaurertum beeinflusst gewesen sei und dann auf ihren Reisen im Nahen und Mittleren Osten weitere Geheimlehren kennengelernt habe. Das Konzept der Meister kann über die Hochgrad-Freimaurerei aus dem Rosenkreuzertum abgeleitet werden. Die Lehre von der Großen Weißen Bruderschaft von Tibet und die Geschichte von den Meistern wurden im Arya Samaj erfunden.
Ob es diese Meister wirklich gegeben hat, ist in den Veröffentlichungen zu Blavatsky umstritten. Nach Paul Johnson waren die Meister weder real noch gänzlich fiktiv, sondern von Blavatsky erfundene Deckidentitäten für verschiedene reale Personen, die sie inspirierten oder ihr geholfen hatten. So sei mit dem Meister Koot Hoomi tatsächlich der Sikh-Politiker Sirdar Thakar Singh gemeint gewesen, Meister Morya stehe für Ranbir Singh, den Maharadscha von Kaschmir.
Blavatskys „aufgestiegene Meister“ waren emotional in die Auseinandersetzungen der TG involviert und äußerten sich in den Mahatmabriefen nur „allzu menschlich“. Sie beklagten Papiermangel, verteilten Seitenhiebe auf andere konkurrierende Meister und ihre erkennbare Frauenfeindlichkeit war angesichts der Rolle Blavatskys erstaunlich. So wurden Frauen als eine „fürchterliche Kalamität in dieser fünften Rasse“ bezeichnet, denen jede männliche Konzentrationskraft fehle und so weiter.

## Posthume Wirkung
Helena Blavatsky gilt als die wohl bedeutendste Persönlichkeit bei der Begründung der modernen westlichen Esoterik im späten 19. Jahrhundert. Sie war die erste, die östliche und westliche Weisheitslehren zu einem neuen System verschmolz, wobei sie sich auf die frühen Rosenkreuzer, die Alchimisten und die mittelalterlichen Theosophisten ebenso berief wie auf altindisch-vedische Religionen und den tibetischen Buddhismus. Neben dieser Wirkung in Europa und Amerika war sie auch in Indien unter spirituell Suchenden zeitweilig sehr populär.
Durch häufige Zersplitterungen kam es zu einer weiten organisatorischen Auffächerung der TG, wodurch sich theosophisches Gedankengut in zahlreichen Gruppen verbreitete und mit anderen Vorstellungen vermischte. Anschauungen aus Blavatskys Geheimlehre sind gegenwärtig fast zum „Allgemeingut“ der Esoterik geworden und werden heute auch von Gemeinschaften rezipiert, die nicht direkt mit der Theosophie verbunden sind. Aus der TG selbst gingen mehrere Abspaltungen hervor, wie etwa die Liberalkatholische Kirche oder die Archan-Schule, die Blavatskys Gedankengut weiterverbreiteten. Der bekannteste deutsche Ableger der Theosophie war die 1902 bis 1913 durch Rudolf Steiner geleitete Deutsche Sektion der Theosophischen Gesellschaft, die anfangs stark auf Blavatskys Lehren Bezug nahm (siehe etwa Steiners Schrift Aus der Akasha-Chronik). Als die Leiterin der Theosophischen Gesellschaft Adyar, Annie Besant, den damals zum „Weltenlehrer“ ausgerufenen Jiddu Krishnamurti als theosophische Leitfigur propagierte, trennte sich Steiner von der theosophischen Bewegung. Grund dafür war – neben persönlicher Konkurrenz – sein dezidiert anti-östlicher Kurs. Er setzte verstärkt auf westliche esoterische Traditionen wie das Rosenkreuzertum und eine „Christologie“ mit dem „Mysterium von Golgatha“ als zentralem Ereignis. Dabei stimmt die kosmische Dimension der „theosophischen Christologie“ Steiners weitreichend mit den Vorstellungen aus Besants Denksystem überein; wie auch seine Idee eines „kosmischen Christus“, eine Begriffsschöpfung ist, die gemäß Werner Thiede von Besant geprägt wurde. 1913 wurde die Anthroposophische Gesellschaft gegründet (Neugründung 1923: Allgemeine Anthroposophische Gesellschaft).

### Okkultismus, Neuheidentum und New Age
Blavatskys Lehre war für den Okkultismus und das Neuheidentum von großer Tragweite, erzeugte neue Lehren, Orden und Verbindungen und beeinflusste Schriftsteller und Künstler wie Hermann Hesse, William Butler Yeats, James Joyce, George William Russel, Jack London, D. H. Lawrence, T. S. Eliot, Wassily Kandinsky, Piet Mondrian, Paul Klee, Paul Gauguin, Gustav Mahler, Jean Sibelius, Alexander Skrjabin und andere. Über den Dichter Yeats, der Mitglied des Hermetic Order of the Golden Dawn war, kam auch der Magier Aleister Crowley mit Blavatskys Lehre in Kontakt.
In den späten 1970er und frühen 1980er Jahren beriefen sich auch die Anhänger der New-Age-Bewegung auf die Gedankenwelt Blavatskys und die Theosophie.

## Kritik
Blavatsky wurde schon zu Lebzeiten Betrug nachgewiesen, und man bezichtigte sie insbesondere im Zusammenhang mit den Meister-Briefen (siehe oben unter „Leben“ sowie Coulomb-Affäre und Hodgson Report) des Betrugs.

### Reisen nach Tibet
Blavatsky gibt an, sich insgesamt sieben Jahre in Tibet aufgehalten zu haben. Dafür konnten Theosophen trotz vieler Versuche keine Beweise erbringen. Heute nimmt man an, dass sie nie in der Nähe von Trashilhünpo lebte. Es gibt keine Anhaltspunkte, dass sie Tibet jemals betrat, wo sie von den Meistern angeblich Sanskrit lernte und in die okkulten Wissenschaften eingeweiht worden sein will. Keiner der zahlreichen Tibet-Reisenden hat von Blavatskys indischen Meistern aus der Gegend Trashilhünpos jemals gehört oder diese gesehen. Die Tibetbeschreibungen Blavatskys, die sich als „tibetanische Buddhistin“ ausgab, sind nur sehr oberflächlich und äußerst rar. Bei ihren als tibetisch ausgegebenen Belehrungen handelt es sich meistens um grobe Entstellungen, die mit dem tibetischen Buddhismus nicht das Geringste zu tun haben. Blavatskys Lehre von der Transmigration (Reinkarnation und Wiedergeburt) ist vollkommen entstellt und weist keine Übereinstimmungen mit dem Buddhismus oder einer anderen Doktrin auf.

### Das Buch des Dzyan
Die Authentizität des Buches von Dzyan wird seit 1895 von verschiedener Seite angezweifelt. Die Sprache „Senzar“, in der es abgefasst worden sein soll, lässt sich sprachgeschichtlich nirgends nachweisen.

### Rassenlehre
Die Frage, ob Blavatskys Wurzelrassen-Lehre rassistisch sei, ist in der Forschung umstritten. Der deutsche Religionshistoriker Helmut Zander verweist auf eine Rangfolge, die Blavatsky den „Rassen“ zuwies. So habe sie in der Geheimlehre „Abstufungen der Intellektualität zwischen den verschiedenen Menschenrassen – dem wilden Buschmann und dem Europäer“ betont. Auch wenn sie sich selbst nicht als Rassistin verstand, sondern die brüderliche Vereinigung aller Menschen als ihr Ziel angab, habe sie den Imperialismus, den Kolonialismus und den Sozialdarwinismus ihrer Gegenwart legitimiert. Auch der deutsche Historiker Jürgen Osterhammel bescheinigt Blavatsky, ihrer Lehre „einen Schuss Arier-Rassismus“ beigemengt zu haben. Nach Goodrick-Clarke hob Blavatskys Lehre „neben einer Betonung von Rassefragen auch die Prinzipien des Elitarismus und des Wertes von Hierarchien“ hervor. Daher sei die Rezeption ihres „mystischen Rassismus“ in rechtsextremen Kreisen nicht überraschend.
Der amerikanische Rassismusforscher George L. Mosse räumt ein, dass sich spätere rassistische Bewegungen, etwa die Ariosophie, mit der Theosophie verbunden hätten, betont aber, dass die Theosophie selbst nicht rassistisch gewesen sei. Vielmehr habe sie, im Kontrast zum europäischen Rassismus, eine Überlegenheit der indischen über die europäischen Religionen angenommen. Auch der deutsche Theologe Linus Hauser glaubt, dass rassistische Konzepte wie die Adolf Hitlers Blavatsky fremd gewesen seien. Die ihrer Ansicht nach notwendige Auslöschung älterer Rassen erfolge bei ihr vielmehr durch Naturkatastrophen. Gleichwohl habe sich ihr Konzept, das er als „kosmischen Rassismus“ bezeichnet, als Fundgrube für ariosophische Rassentheoretiker wie Guido List und Jörg Lanz von Liebenfels erwiesen. Der amerikanische Religionswissenschaftler James A. Santucci betont, dass es Blavatsky auf die Einheit und den göttlichen Ursprung der Menschheit angekommen sei, nicht auf die Unterschiede der Rassen. Insofern seien der Theosophie alle rassistischen Untertöne fremd; Blavatsky habe den Rassebegriff nur „wegen seiner wissenschaftlichen Konnotation“ verwandt, „einen Begriff, der gut zur Vorstellung distinkter Evolutionsstufen der Menschheit passt“. Der israelische Religionshistoriker Isaac Lubelsky verweist wie Mosse auf Blavatskys Bewunderung außereuropäischer Kulturen, bemerkt aber, dass die Geheimlehre „voll von Notizen, Bemerkungen und Theorien war, die ein moderner Leser höchstwahrscheinlich als rassistisch definieren würde“. Als Beispiel führt er die ausgestorbenen Tasmanier an, die Blavatsky als den Europäern unterlegene, unfruchtbare Rasse beschreibe. Diese theosophische Rassenlehre sei aber nur eine Reflexion des wissenschaftlichen Zeitgeistes des 19. Jahrhunderts, an den sich Blavatsky stark angelehnt habe. Vor allem habe sie keinerlei politische Forderungen aus ihrem Rassekonzept abgeleitet: Eine rassistische Praxis gebe es daher bei den Theosophen nicht, zur Ausbildung rassistischer Ideologien des 20. Jahrhunderts und namentlich des Nationalsozialismus habe Blavatsky allenfalls marginal beigetragen.
Die kanadische Religionswissenschaftlerin Gillian McCann nimmt eine vermittelnde Position ein. Sie verweist auf die Ambiguität der theosophischen Positionen zu Rassefragen. Einerseits habe Blavatsky eine Menschheitsverbrüderung über alle religiösen und ethnischen Grenzen hinaus propagiert und deutlich nicht eurozentrisch argumentiert; andererseits hätten die Theosophen die Vorurteile und Einstellungen ihrer gesellschaftlichen Umgebung beibehalten. Man habe sich zwar abstrakter Begriffe von allgemeiner Brüderlichkeit angenommen, die tatsächliche Praxis habe sich aber oft als problematischer erwiesen.

### Plagiate
Blavatskys über 1.000 Seiten starkes Erstwerk Isis Unveiled geriet schnell in die Kritik, weil Kennern der okkulten Literatur aufgefallen war, dass sich Blavatsky aus Werken Dritter bedient und teilweise ohne Angabe von Quellen abgeschrieben hatte. Während Olcott einige Vorlagen wie Éliphas Lévi einräumte und ansonsten behauptete, Blavatsky habe ihre Informationen aus dem „Astrallicht“ bezogen, erhob der amerikanische Orientalist und Okkultismus-Forscher William Emmette Coleman nach dreijähriger Recherche in seiner monumentalen okkulten Bibliothek 1895 schwere Vorwürfe, weil Blavatskys Hauptwerke Isis Unveiled, The Secret Doctrine und The Voice of the Silence zu großen Teilen aus Plagiaten bestünden. Coleman wies allein in Isis Unveiled 2.000 Referenzstellen aus über 100 Titeln der okkultistischen Literatur, besonders des 19. Jahrhunderts, nach, die sie abgeschrieben hatte. Bruce F. Campbell prüfte dies nach, und Olcott bestätigte später, dass Blavatskys Referenzbibliothek nur aus etwa 100 Büchern bestand, von denen sich viele auf Colemans Liste befanden. Die zumeist behauptete alleinige Autorschaft Blavatskys musste nach Olcotts detaillierten Beschreibungen seiner Tätigkeiten als Co-Autor revidiert werden. Hierzu bemerkt Goodrick-Clarke in seiner Blavatsky-Anthologie, dass Blavatskys mangelnde Vertrautheit mit den Gepflogenheiten in der Wissenschaft nicht zur Debatte stehe und die eigentliche Bedeutung von Colemans Untersuchung darin liege, die Quellen in der zeitgenössischen Literatur aufzulisten, derer sie sich bedient hatte. Bei Isis Unveiled handelte es sich vor allem um Werke von Samuel Fales Dunlap, Joseph Ennemoser, J.S. Forsyth, Eusèbe Baconnière-Salverte und des Antisemiten Henri Roger Gougenot des Mousseaux.

### Betrugsvorwürfe
Von verschiedener Seite wird Blavatsky vorgeworfen, die übernatürlichen Phänomene, mit denen sie sich Glaubwürdigkeit verschaffte, hätten auf Taschenspielereien und Betrug beruht. So soll sie Tricks, die sie in ihrer Zeit als Assistentin des Spiritisten Daniel Dunglas Home gelernt hatte, bei ihrer Tätigkeit als spiritistisches Medium übernommen und Gehilfen zur Erzeugung von Poltergeistgeräuschen und als schemenhafte Jenseitsbotschafter kostümiert eingesetzt haben. Hinzu kamen 1884 die Coulomb-Affäre und 1885 der Hodgson Report, von dessen Ergebnissen sich die SPR aber 1986 wieder distanzierte.

## Schriften

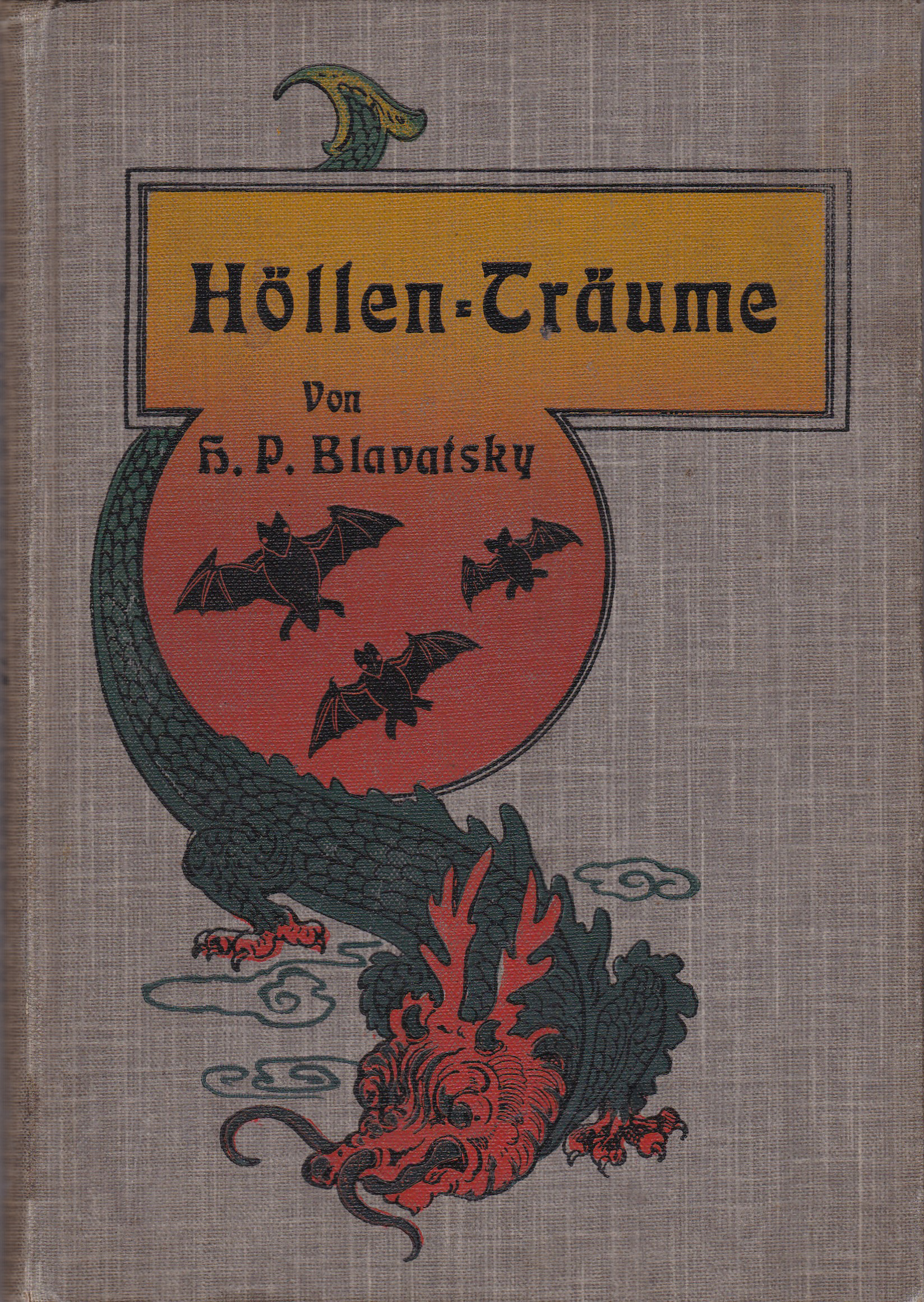
Hoellentraeume, Dt. EA im Vlg. Altmann, Leipzig 1908

- Isis Unveiled, 1877 (deutsch: Isis Entschleiert, 1907)
- The Secret Doctrine, 1888 (deutsch: Die Geheimlehre, 1898–1906)
- The Voice of the Silence, 1889 (deutsch: Die Stimme der Stille)
- The Key to Theosophy, 1889 (deutsch: Der Schlüssel zur Theosophie)
- Nightmare Tales, 1892 (deutsch: Höllen-Träume)